# マンスリーABC
『マンスリーABC』（マンスリーエービーシー）は、朝日放送テレビ（ABCテレビ）で毎月最終土曜日の午前5:08 - 5:20（JST）に放送されている、朝日放送テレビ・朝日放送ラジオ（ABCラジオ）の広報・自己批評番組である。ハイビジョン制作・字幕放送。

## 概要
前月の朝日放送番組審議会の報告や朝日放送テレビ・朝日放送ラジオの番組情報、番組製作の模様、舞台裏や製作スタッフ・出演者のインタビュー、朝日放送テレビの放送技術の取り組み、朝日放送テレビ主催・後援のイベント情報などを視聴者に伝える。項目の内容によっては司会以外のアナウンサーもスタジオ出演することがある。
バーチャルスタジオで収録しており、司会者は立った状態で番組を進行する。2016年からは季節に見合った背景（紅葉や雪景色など）が表現されるようになった。

## 司会
いずれも出演時点で朝日放送→朝日放送テレビアナウンサー。

### 現在
- 加藤明子（2021年7月 - ）

### 過去
- 橋詰優子（2016年11月5日 - 2023年9月）
  - 2021年7月 - 9月および2022年2月 - 2023年7月放送分は加藤、2022年8月・10月放送分のみ塚本麻里衣が代役（2023年8月は放送休止）。
  - 上述の2021年夏より体調が優れず、休養と復帰を繰り返したのち2024年4月で朝日放送テレビを退職。
- 岡元昇（ - 2016年10月1日）
  - 最終担当日付でコンプライアンス局広報部へ異動。岡元の後任アナウンス部長である加瀬征弘は、アナウンサー職を離れて10年前後経過していることから、当番組の後任には加瀬ではなく橋詰が起用された。
  - 朝日放送グループホールディングス総務局OPEN↑（オープンアップ）推進部長在任時の2019年5月25日・7月27日放送分では、橋詰のインタビューを受けた。